# Bregmaceros
Famille
Genre
Bregmaceros est un genre de poissons gadiformes, le seul de la famille des Bregmacerotidae (Bregmacerotidés).

## Liste des espèces
- Bregmaceros arabicus D'Ancona & Cavinato, 1965
- Bregmaceros atlanticus Goode & Bean, 1886
- Bregmaceros bathymaster Jordan & Bollman, 1890
- Bregmaceros cantori Milliken & Houde, 1984
- Bregmaceros houdei Saksena & Richards, 1986
- Bregmaceros japonicus Tanaka, 1908
- Bregmaceros lanceolatus Shen, 1960
- Bregmaceros mcclellandii Thompson, 1840 - varlet
- Bregmaceros nectabanus Whitley, 1941
- Bregmaceros neonectabanus Masuda, Ozawa & Tabeta, 1986
- Bregmaceros pescadorus Shen, 1960
- Bregmaceros rarisquamosus Munro, 1950